# Visual J++
Visual J++ var Microsofts dialekt av Java. På grund av flera ideologiska tvister kring Javas open source-inriktning lade Microsoft ner Visual J++ omkring år 2001, och utvecklade i stället en egen teknologi, Visual J#, baserad på språket C# och den tekniska arkitekturen .NET. Även J# har sedermera övergetts.
Visual J++ var också namnet på en tillhörande utvecklingsmiljö.
Microsoft upphörde ge support för Visual J++ i oktober 2003.